# Fonfría (Teruel)
Fonfría település Spanyolországban, Teruel tartományban. Fonfría Huesa del Común, Allueva, Torrecilla del Rebollar, Calamocha, Bea és Loscos községekkel határos. Lakosainak száma 35 fő (2024).

## Népesség
A település népessége az utóbbi években az alábbiak szerint változott:
| Lakosok száma | 32   | 29   | 27   | 30   | 30   | 30   | 30   | 27   | 30   | 35   |
|               | 2001 | 2004 | 2007 | 2009 | 2012 | 2014 | 2017 | 2019 | 2022 | 2024 |